# Sainte-Feyre
Sainte-Feyre (okzitanisch Senta Feira) ist eine französische Gemeinde mit 2531 Einwohnern (Stand 1. Januar 2022) in der Region Nouvelle-Aquitaine. Sie liegt im Département Creuse, im Arrondissement Guéret sowie im Kanton Guéret-1.

## Geographie
Sainte-Feyre liegt etwa 6,5 Kilometer südöstlich von Guéret. Im Nordosten begrenzt der Creuse die Gemeinde.
Durch den Norden der Gemeinde führt die Route nationale 145.

## Bevölkerungsentwicklung
- 1962: 1425
- 1968: 1457
- 1975: 1547
- 1982: 1889
- 1990: 2250
- 1999: 2251
- 2006: 2254
- 2018: 2472

## Sehenswürdigkeiten
- Oppidum du Puy de Gaudy (Monument historique)
- Schloss (Monument historique)
- Kirche Saint-Symphorien (Monument historique)

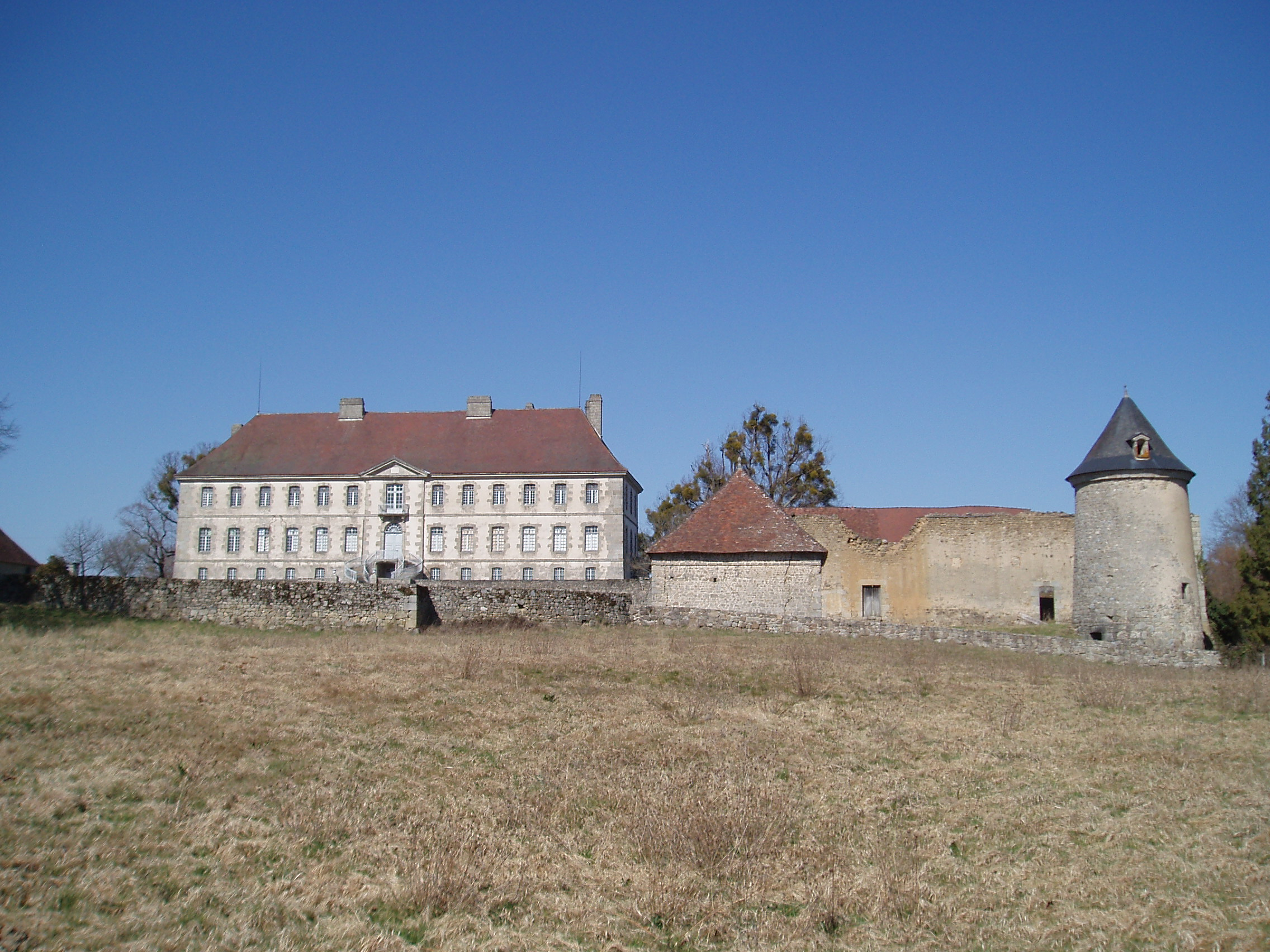
Schloss

- Wolfspark
- Historisches Sanatorium

## Gemeindepartnerschaft
Sainte-Feyre unterhält eine innerfranzösische Partnerschaft mit der Gemeinde Kintzheim im Département Bas-Rhin.